# Västra Harg
Västra Harg är en småort i Västra Hargs socken i Mjölby kommun i Östergötlands län.
Västra Hargs kyrka ligger nordväst om orten vid sjön Hargsjön.
Svaneholms borgruin är belägen på en udde i Kilarpesjön. 
Naturreservatet Västra Hargs lövskogar ligger väster, nordväst och söder om bebyggelsen.